# Ерік Лінд
Ерік Лінд  (швед. Erik Lindh; нар. 24 травня 1964) — шведський настільний тенісист, олімпійський медаліст.

## Виступи на Олімпіадах
| Олімпіада      | Дисципліна       | Місце |
| -------------- | ---------------- | ----- |
| Сеул 1988      | одиночний розряд | 3     |
| Сеул 1988      | парний розряд    | 7     |
| Барселона 1992 | парний розряд    | =9    |

## Зовнішні посилання
- Досьє на sport.references.com [Архівовано 30 грудня 2008 у Wayback Machine.]